# Резервная валюта
Резервная валюта — общепризнанная в мире национальная валюта, которая накапливается центральными банками иных стран в валютных резервах. Она выполняет функцию инвестиционного актива, служит способом определения валютного паритета, используется при необходимости как средство проведения валютных интервенций, а также для проведения международных расчётов. Иногда под этим подразумевают и валюты, наиболее используемые в международной торговле.
На данный момент резервными валютами считаются: доллар США, евро, японская иена и фунт стерлингов. Иногда к этому списку добавляются швейцарский франк, канадский доллар, китайский юань и австралийский доллар Исторически до 1999 года вместо евро резервными валютами являлись немецкая марка и французский франк.
Ранее резервные валюты использовались в основном в качестве средств для расчётов на товарных рынках (нефть, золото и др.), однако в последнее время, особенно в странах Азии, резервные валюты используются для накопления золотовалютных резервов (далее — ЗВР) в целях укрепления конкурентоспособности экспорта путём ослабления своих валют, а также в качестве резерва на случай финансовых кризисов.

## Статус резервной валюты
Страна-эмитент такой валюты имеет определённые преимущества: возможность покрытия дефицита платёжного баланса национальной валютой (что происходит сейчас с торговым балансом США), содействовать укреплению позиций национальных корпораций в конкурентной борьбе на мировом рынке. Но выдвижение валюты на роль резервной возлагает на страну-эмитента и обязанности поддержки стабильности валюты, снятие валютных и торговых ограничений, принятие мер по ликвидации дефицита платёжного баланса.
Первоначально в роли резервной валюты выступал английский фунт стерлингов, игравший господствующую роль в международных расчётах. Решениями конференции в Бреттон-Вудсе (США, 1944 год) наряду с фунтом стерлингов в качестве международной платёжной и резервной валюты стал использоваться доллар США, который занял вскоре доминирующее положение в международных расчётах.
8 января 1976 года по результатам соглашений Ямайской валютной конференции (г. Кингстон, Ямайка) была официально сформирована ныне действующая Ямайская валютная система, в которой предусматривалось свободное колебание курсов валют. Помимо доллара США в качестве резервных валют стали использоваться немецкая марка (позже — евро) и японская иена.
Ямайское соглашение впервые юридически оформило демонетизацию золота, что выразилось в отмене:
- официальной цены на золото;
- фиксации золотого содержания валют, а значит, золотых паритетов (формально основой валютных паритетов в Уставе МВФ объявлены Специальные права заимствования);
- взносов золота странами — членами МВФ в его капитал.

Но несмотря на юридическое устранение золота из мировой валютной системы, оно продолжает выполнять функцию мировых денег в качестве международного резервного средства.

## Мировые резервные валюты
Процентный состав валют официальных валютных резервов с 1995 по 2020 год.

| Доллар США      | Евро          | Немецкая марка | Французский франк |
| Фунт стерлингов | Японская иена | Китайский юань | Другие валюты     |

### Доллар США
Доллар США является основной резервной валютой мира. В течение последнего десятилетия более 60 % от общего объёма ЗВР стран мира были в долларах США.

### Евро
Евро в настоящее время — вторая по использованию резервная валюта. После введения евро в 1999 году эта валюта частично унаследовала долю в расчётах и резервах от немецкой марки, французского франка и других европейских валют, которые использовались для расчётов и накоплений. С тех пор доля евро постоянно увеличивается, так как центральные банки стремятся диверсифицировать свои резервы.
Бывший глава ФРС Алан Гринспэн в сентябре 2007 года сказал, что евро может заменить доллар США в качестве главной мировой резервной валюты.

### Фунт стерлингов
Фунт стерлингов являлся основной резервной валютой в большинстве стран мира в XVIII и XIX веках. Тяжёлая экономическая ситуация в Великобритании после Второй мировой войны и усиление доминирования США в мировой экономике привело к потере фунтом стерлингов статуса наиболее значимой валюты. В середине 2006 года он был третьей наиболее широко распространённой резервной валютой, и в последние годы уровень его популярности возрос.

### Иена
Японская иена рассматривалась в качестве третьей важнейшей резервной валюты в течение нескольких десятилетий, после чего с 2006 по 2016 год степень использования этой валюты снизилась, в то время как возросла роль фунта стерлингов. С 2017 года японская иена снова стала третьей важнейшей резервной валютой.

### Швейцарский франк
Швейцарский франк используется в качестве резервной валюты из-за его стабильности, хотя доля всех валютных резервов в швейцарских франках, как правило, ниже 0,3 %.

### Юань
Китайский юань с 2016 года включён МВФ в «корзину» специальных прав заимствования. При этом юань имеет лишь частичную конвертируемость.
Осенью 2020 Китай сделал очередной небольшой шаг в сторону превращения своей валюты в подлинно международную — Народный банк Китая разрешил местным кредитным организациям не держать резервы при заключении форвардных контрактов на покупку иностранной валюты.
Хотя Китай и не делал официальных заявлений о придании юаню функций резервной валюты, благодаря его всё возрастающей роли в международной торговле роль юаня в мире также растёт. Китай использует юань в расчётах со странами-соседями (Россия, Южная Корея и др.). Иностранные инвестиции Китая, как правило, номинированы в юанях. Интересно, что ещё в начале 2000-х отмечалось, что в Китае в речах официальных лиц, в прессе уже муссировалась идея о создании «азиатской валюты» наподобие евро, основой для чего послужил бы китайский юань. Юань стал использоваться в международных расчетах, на начало 2014 года на его долю приходилось 2,2 % всех валютных операций в мире, а по обороту торгов он вошёл в первую десятку. 30 ноября 2015 года Исполнительный совет Международного валютного фонда (МВФ) пересмотрел корзину валют, составляющих специальные права заимствования (СДР). Основное внимание в ходе пересмотра Советом было сосредоточено на оценке того, удовлетворяет ли китайский юань существующим критериям для его включения в корзину СДР. Постановлено, что юань отвечает всем существующим критериям. С 1 октября 2016 года юань будет считаться свободной используемой валютой и будет включаться в корзину СДР в качестве пятой валюты наряду с долларом США, евро, японской иеной и фунтом стерлингов.

### Специальные права заимствования
Специальные права заимствования — искусственное резервное и платёжное средство, эмитируемое Международным валютным фондом. Имеет ограниченную сферу применения, обращается только внутри МВФ. Используется для регулирования сальдо платёжных балансов, пополнения резервов, расчётов по кредитам МВФ.
В связи с развитием мирового экономического кризиса в марте 2009 года Китай предложил на базе специальных прав заимствования создать мировую резервную валюту, которая могла бы заменить в этом качестве доллар США. Предполагается расширить базовую валютную корзину. В перспективе это может привести к появлению в наличном обороте новой мировой валюты, как в своё время из ЭКЮ появился евро.
| Валюты | 1995 | 1996 | 1997 | 1998 | 1999 | 2000 | 2001 | 2002 | 2003 | 2004 | 2005 | 2006 | 2007 | 2008 | 2009 | 2010 | 2011 | 2012 | 2013 | 2014 | 2015 | 2016 |
| --- | ---- | ---- | ---- | ---- | ---- | ---- | ---- | ---- | ---- | ---- | ---- | ---- | ---- | ---- | ---- | ---- | ---- | ---- | ---- | ---- | ---- | ---- |
| USD | 59,0 | 62,1 | 65,2 | 69,3 | 70,9 | 70,5 | 70,7 | 66,5 | 65,8 | 65,9 | 66,4 | 65,7 | 64,1 | 64,1 | 62,1 | 61,8 | 62,3 | 61,1 | 61,0 | 63,1 | 64,2 | 64,0 |
| EUR | —    | —    | —    | —    | 17,9 | 18,8 | 19,8 | 24,2 | 25,3 | 24,9 | 24,3 | 25,2 | 26,3 | 26,4 | 27,6 | 26,0 | 24,7 | 24,3 | 24,4 | 22,1 | 19,7 | 19,7 |
| DEM | 15,8 | 14,7 | 14,5 | 13,8 | —    | —    | —    | —    | —    | —    | —    | —    | —    | —    | —    | —    | —    | —    | —    | —    | —    | —    |
| GBP | 2,1  | 2,7  | 2,6  | 2,7  | 2,9  | 2,8  | 2,7  | 2,9  | 2,6  | 3,3  | 3,6  | 4,2  | 4,7  | 4,0  | 4,3  | 3,9  | 3,8  | 4,0  | 4,0  | 3,8  | 4,9  | 4,4  |
| JPY | 6,8  | 6,7  | 5,8  | 6,2  | 6,4  | 6,3  | 5,2  | 4,5  | 4,1  | 3,9  | 3,7  | 3,2  | 2,9  | 3,1  | 2,9  | 3,7  | 3,6  | 4,1  | 3,8  | 3,9  | 4,0  | 4,2  |
| FRF | 2,4  | 1,8  | 1,4  | 1,6  | —    | —    | —    | —    | —    | —    | —    | —    | —    | —    | —    | —    | —    | —    | —    | —    | —    | —    |
| CHF | 0,3  | 0,2  | 0,4  | 0,3  | 0,2  | 0,3  | 0,3  | 0,4  | 0,2  | 0,2  | 0,1  | 0,2  | 0,2  | 0,1  | 0,1  | 0,1  | 0,1  | 0,3  | 0,3  | 0,3  | 0,3  | 0,2  |
| CNY | —    | —    | —    | —    | —    | —    | —    | —    | —    | —    | —    | —    | —    | —    | —    | —    | —    | —    | —    | —    | —    | 1,1  |
| Прочие | 13,6 | 11,7 | 10,2 | 6,1  | 1,6  | 1,4  | 1,2  | 1,4  | 1,9  | 1,8  | 1,9  | 1,5  | 1,8  | 2,2  | 3,1  | 4,4  | 5,1  | 6,3  | 6,5  | 6,9  | 6,9  | 6,4  |
| Источники: - 2015—2016 — МВФ: IMF Releases Data on the Currency Composition of Foreign Exchange Reserves Including Holdings in Renminbi; - 1995—2009 — МВФ: Currency Composition of Official Foreign Exchange Reserves; - 1999—2005 — ЕЦБ: The Accumulation of Foreign Reserves |      |      |      |      |      |      |      |      |      |      |      |      |      |      |      |      |      |      |      |      |      |      |

## Клиринговые валюты CLS
Для текущих расчётов наиболее надёжными считаются 17 клиринговых валют, оборот по которым поддерживает «платёжная система CLS» в режиме взаимного клиринга.